# بعبدا، لبنان
بعبدا (به عربی: بعبدا) شهری در استان جبل لبنان کشور لبنان است که در سرشماری سال ۲۰۰۵ میلادی، ۷۷۱۰۶ نفر جمعیت داشته است.

## جستارهای وابسته

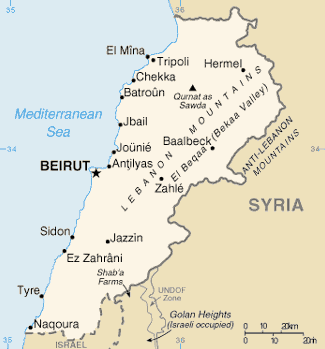
نقشهٔ لبنان